# Aeroporto Internazionale O.R. Tambo
LAeroporto internazionale OR TAMBO è l'aeroporto principale del Sudafrica, situato a Johannesburg. Il più grande e affollato aeroporto in Africa, JNB è il centro di attività commerciale per la linea aerea principale del Sudafrica, South African Airways, ed altre linee. Fino al 1994 l'aeroporto si chiamava Jan Smuts International Airport, in onore dell'ex presidente Sudafricano cofondatore della Società delle Nazioni. In seguito il governo emise una linea-guida di non dare nomi di politici agli aeroporti. Tuttavia nel 2006 questa decisione fu rovesciata e adesso l'aeroporto porta il nome di Oliver Tambo, l'ex presidente dell'African National Congress.

## Storia
L'aeroporto è stato fondato nel 1952 come "Jan Smuts International Airport" vicino alla città di Kempton Park sulla East Rand. Ha sostituito il "Palmietfontein International Airport", che gestiva i voli europei dal 1945. Nello stesso anno della sua nascita, ha avuto l'onore di inaugurare l'epoca dei motori a getto, quando il primo volo commerciale di un de Havilland Comet è decollato da Londra Heathrow diretto a Johannesburg.
È stato utilizzato come aeroporto di prova per il Concorde negli anni '70, per determinare come l'aereo si sarebbe comportato durante le fasi di decollo e atterraggio in alta quota. Durante gli anni '80, molti paesi smisero di commerciare con il Sudafrica a causa delle sanzioni delle Nazioni Unite imposte nella lotta contro l'apartheid, e molte compagnie aeree dovettero terminare i voli sull'aeroporto. Queste sanzioni fecero sì che a South African Airways venisse negato il diritto di volare sopra la maggior parte dei paesi africani, e oltre a questo il rischio di volare su alcuni paesi africani è stato sottolineato dall'abbattimento di due aerei passeggeri in Rhodesia. Dopo la fine dell'apartheid il nome dell'aeroporto, e quello di altri aeroporti internazionali in Sud Africa, è stato cambiato e queste restrizioni sono state interrotte.
L'aeroporto ha superato nel 1996 l'Aeroporto Internazionale del Cairo come aeroporto più trafficato in Africa ed è il secondo aeroporto più trafficato nella regione Africa-Medio Oriente dopo l'Aeroporto Internazionale di Dubai, oltre che uno dei 100 più trafficati al mondo. Nell'anno fiscale 2010, l'aeroporto ha gestito 8,82 milioni di passeggeri in partenza. Il 26 novembre 2006, è diventato il primo in Africa ad ospitare l'Airbus A380. L'aereo è atterrato a Johannesburg nel suo cammino verso Sydney attraverso il Polo Sud con un volo di prova.